# Queen Nwokoye
Queen Nwokoye, née le 11 août 1982 à Lagos, est une actrice et productrice nigériane membre de Nollywood.

## Biographie
Queen est née à Lagos et est originaire de l'État d'Anambra. Elle a étudié la sociologie et l'anthropologie à l'Université Nnamdi Azikiwe. En 2008, elle apparait pour la première fois à l'écran dans le film Give It up.

## Carrière
Elle se fait connaitre pour son rôle dans les films comme Ugonna the scool girl, Oshimili, The Three Windows, Message to Mary, etc.. Queen reçoit en 2013 le Best Lead Actress Award pour son rôle dans le film Egwonga.

## Vie privée
Chrétienne catholique, elle est mariée et a deux garçons.

## Filmographie
- 2007 : Give It Up
- 2008 : Powerful civilian